# ماري ويلر
ماري ويلر (بالإنجليزية: Mary Wheeler)‏ هي رياضياتية أمريكية، ولدت في 28 ديسمبر 1938 في كورو في الولايات المتحدة.